# Золоев, Ким Карпович
Ким Карпович Золоев (9 января 1929, Владикавказ, Северо-Осетинская автономная область, РСФСР, СССР — 9 декабря 2014, Екатеринбург, Российская Федерация) — советский и российский учёный горный инженер-геолог, член-корреспондент Российской академии наук.

## Биография
Родился 9 января 1929 года во Владикавказе в семье учителя русского языка и литературы, окончил Северо-Кавказский горно-металлургический институт по специальности «Геология и разведка месторождений полезных ископаемых», горный инженер-геолог.
В 1953—1957 гг. — в «Уралгеолнеруде»: начальник партии, старший геолог; в 1957—1968 гг. — в Уралгеолуправлении: старший геолог партий, геологических отделов Уралгеолнерудтреста и Уральского геологического управления; с 1968 г. — в Уральской геолого-съемочной экспедиции: начальник партии, главный геолог. Главный научный сотрудник лаборатории геохимии и рудообразующих процессов; директор по науке ОАО «Уральская комплексная геологосъемочная экспедиция».
В 1966 году  защищает диссертацию  в МГРИ получает ученую степень кандидата геолого-минералогических наук, в 1973 году — доктора геолого-минералогических наук.
С 1989 г. — заместитель, затем — первый заместитель генерального директора, главный геолог ОАО «Уральская геологосъемочная экспедиция» (УГСЭ). По совместительству являлся профессором кафедр геологии месторождений полезных ископаемых, структурной геологии и геокартирования в Свердловском горном институте, с 1989 г. — заведующим филиалом кафедры структурной геологии и геокартирования при УГСЭ, в 2005—2008 гг. — председатель ГАГА УГГУ.
Доктор геолого-минералогических наук (1973), профессор (1987), член-корреспондент РАН (1991). Член объединенного ученого совета по наукам о Земле УрО РАН, ряда ученых советов по защитам диссертаций, заместитель председателя УрО МАМР. Автор более 205 научных трудов, в том числе 14 монографий. Первооткрыватель Калмацкого месторождения антофиллит-асбеста (1959).
Специалист в области геологической съемки, поисковой разведки, прогноза твердых полезных ископаемых. Основные направления исследований: разработка закономерностей размещения месторождений полезных ископаемых, углубление вопросов металлогении подвижных поясов уральского типа, основы теории и практики изучения петрологии, метаморфизма и рудно-формационного анализа гипербазитов.
Являлся главным редактором и соавтором карты асбестоносности СССР масштаба 1:5 000 000, карты типов и фаций метаморфизма Урала масштаба 1:1 000 000, автор металлогенической карты офиолитовых ассоциаций Урала (хромиты, асбесты, тальк, магнезит, силикатный никель) и других региональных и металлогенических карт.
Скончался 9 декабря 2014 года. Похоронен на Широкореченском кладбище Екатеринбурга.

## Награды и звания
Заслуженный геолог РСФСР (1989), лауреат премии Правительства РФ (2003). Награждён медалями.